# Памятник Амет-Хану Султану (Ярославль)
Памятник Амет-Хану Султану — памятник дважды Герою Советского Союза, заслуженному лётчику-испытателю СССР подполковнику Амет-Хану Султану (1920—1971). Расположен в Заволжском районе Ярославля.

## Подвиг
Свою первую воздушную победу прославленный впоследствии советский лётчик
Амет-Хан Султан одержал в небе над Ярославлем. 31 мая 1942 года, израсходовав в атаках весь боезапас, он таранил вражеский бомбардировщик «Юнкерс-88», летевший бомбить железнодорожный мост через Волгу. При ударе «харрикейн» Амет-Хана застрял в загоревшемся «юнкерсе». Лётчику удалось выбраться из кабины своего самолёта и воспользоваться парашютом. «Юнкерс» был первым самолётом сбитым над Ярославлем.
Спустя несколько дней Амет-Хана пригласили в Ярославль, где городской комитет обороны при большом стечении народа на Советской площади, на которой был выставлен для всеобщего обозрения «юнкерс», наградил его именными часами и почётной грамотой. Позже за подвиг, совершённый в небе над Ярославлем, лётчик был награждён орденом Ленина.

## История создания
В местной прессе о подвиге летчика заговорили с 2005 года, а решение установить памятник пришло в 2008 году. Инициатором стала краевед Вера Кузнецова, занимавшаяся исследованием подвига лётчика. В продвижении проекта активно участвовал представитель Дагестана в Ярославской области Асламбег Далгатов (у Амет-Хана Султана в том числе и дагестанские корни). Финансирование велось за счёт средств, поступивших от предпринимателей Ярославской области и Дагестана. Всего затрачено 17 млн рублей.
Автор монумента был выбран в результате прошедшего в 2009 году конкурса, организованного Администрацией Заволжского района и общественной организацией «Ассамблея народов России», поступило 12 заявок из Ярославской области, Москвы и Дагестана. В результате бюст вылепил дагестанский скульптор Заслуженный художник Дагестана Магомед-Али Алиев, помимо прочего являющийся автором бюста Амет-хан Султана в Махачкале; обрамляющую композицию разработал ярославец Марк Маркович, автор нескольких мемориальных воинских ансамблей в Ярославле.
Памятник было решено установить на разделительном газоне в центре оживлённого перекрёстка проспекта (улицы) Авиаторов, улиц Мостецкой и Дачной, напротив школы № 50. Здесь находится въезд в центральную и южную части Заволжского района. Воздушный бой проходил неподалёку.
Церемония открытия памятника прошла 30 июля 2010 года. Присутствовали делегации Мэрии Ярославля во главе с мэром Виктором Волончунасом, Правительства Ярославской области во главе с заместителем губернатора С. В. Берёзкиным, Дагестана во главе с первым заместителем председателя Народного собрания Республики Н. Ю. Алчиевымым, однополчане Амет-Хана, представители общественности, школьники города, внучка героя бортпроводница Вероника. Церемония завершилась минутой молчания, воинским салютом и возложением цветов.

## Описание
Памятник представляет собой две 15-метровые вертикальные серебристые стелы из стали и алюминия и расположенный между ними бронзовый бюст лётчика на гранитном постаменте. Сверху на стыке пилонов — силуэт взлетающего истребителя, на плоскостях которого красные звёзды с диодными лампами. По словам Марка Марковича «Два пилона — две вехи его жизни. Два выреза — самолёт, объединяющий эти вехи. Внутри две звезды — две звезды героя».
Расположенный в русском городе монумент является символом дружбы народов, так как Амет-Хан Султан сын лакца и крымской татарки.
Это первый памятник в заволжской части Ярославля.